# Маркетти, Джанпьетро
Джанпьетро Маркетти (итал. Gianpietro Marchetti; родился 22 октября 1948 года, Рудьяно, Италия) — итальянский футболист, выступающий на позиции полузащитника.

## Карьера
Дебютировал в составе «Аталанты» в сезоне 1966/1967 года, дебютировав в серии А 28 мая 1967 года, выйдя на поле в матче против «Фоджи». В следующем сезоне сыграл пять игр, однако, летом 1968 года ушёл в Серию B в команду «Лекко». Сыграл 38 матчей и забил 3 гола.
Удачное выступление привлекло внимание клубов, и в 1969 он был куплен «Ювентусом». Дебютировал в качестве защитника пришёлся 16 ноября 1969 года в матче с «Кальяри». В первом сезоне сыграл лишь шесть игр, поскольку позицию застолбил Антонелло Куккуредду. Тем не менее, впоследствии Маркетти стал выступать в качестве игрока стартового состава на левом фланге, в паре с Лучано Спинози. Играл в Турине до 1974 года, выиграв два чемпионата под руководством Честмира Вычпалека, сыграв в общей сложности 102 матчей, в которых забил 6 мячей. Также играл в финале Кубка Европы 1972/1973 года, в котором «Ювентус» проиграл в Белграде «Аяксу».